# Beaumont Provincial Park
Der Beaumont Provincial Park ist ein Provinzpark in der kanadischen Provinz British Columbia. Er liegt am Yellowhead Highway, 40 km westlich der Gemeinde Vanderhoof bzw. 85 km östlich der Gemeinde Burns Lake, auf dem Nechako-Plateau (einem Teil des Interior Plateau). Umgeben ist er im Westen und Norden von Gebirgszügen, wie den Hazelton-, Skeena- und Omineca-Bergen. Zum Park gehört auch die ehemalige Indianersiedlung Nathleh, aus der Simon Fraser 1806 ein Fort machte, das später nach ihm benannt wurde.

## Geschichte
Das Gebiet um den Fraser Lake gehört zu den traditionellen Territorien der Cheslatta, der Nadleh Whut’en und der Stellat’en First Nations. Mehrere First Nations nutzten die Pfade im Parkgebiet, um Handelsgüter zu transportieren. Daher bestehen archäologische Stätten im Parkgebiet und in den benachbarten Gebieten. Als eine der wichtigsten heiligen Stätten gilt der Berg Intatuk, ein kegelförmiger Berg zwischen Ormond und Oona Lake.
Angehörige der Pelzhandelsgesellschaften, insbesondere der Hudson’s Bay Company, nutzten diese Pfade, um Fort Fraser, Fort McLeod und Fort St. James miteinander zu verbinden. Der Park selbst befindet sich auf dem Gebiet des ehemaligen Fort Fraser, das 1806 von Simon Fraser und seinen Begleitern errichtet wurde. Sein indigener Name war Natleh, ausschlaggebend für die Wahl des Ortes war der Blick über den See und die Brise, die die Mücken fernhielt.
Beaumont Provincial Park war ein Geschenk von Captain Ernest Godfrey Beaumont (1876–1967), einem Unterstützer der BC Provincial Parks, der die Gründung zweier weiterer Parks ermöglichte. So überantwortete er der Provinz seinen Privatbesitz, aus dem der Discovery Island Marine Provincial Park hervorging. Dessen Gebiet hatte er 1976 testamentarisch der Provinz unter der Bedingung überlassen, daraus ein Schutzgebiet zu machen.
Der Park wurde im Jahr 1960 eingerichtet, umfasste zu dieser Zeit allerdings nur 376 Acre, also wenig mehr als 150 ha. Durch drei Erweiterungen in den Jahren 1964 bis 1966 wuchs er auf 497 Acre an. 1966 und 1969 wurde er jedoch wieder um 24 Acre verkleinert, so dass er nur noch 473 Acre aufwies. 1998 wurden die Wegerechte des den Park durchquerenden Highway 16 geändert, so dass der Provinzpark auf 191,3 ha anwuchs. Eine abermalige Änderung der Parkgrenzen im Jahr 2004 hatte zur Folge, dass der Park wieder auf eine Fläche von 178 ha schrumpfte.
Zwei Indianerreservate bestehen heute am Fraser Lake, nämlich das der Stellat'en und das der Nad'leh Whut'en.

## Anlage
Das am Südostufer des Fraser Lake gelegene Schutzgebiet wird jeweils in Ost-West-Richtung von Highway 16 sowie einer Eisenbahnstrecke der Canadian National Railway durchschnitten. Von den 178 ha Schutzgebietsfläche entfallen 164 ha auf Landfläche sowie 14 ha auf Wasserfläche.
Bei dem Park handelt es sich um ein Schutzgebiet der Kategorie II (Nationalpark).

## Flora und Fauna
Innerhalb des Ökosystems von British Columbia wird das Parkgebiet der Sub-Boreal Spruce Zone mit den Subzone Dry Cool (SBSdk) und Dry Warm (SBSdw) zugeordnet. Diese biogeoklimatische Zone zeichnet sich durch ein ähnliches Klima und gleiche oder ähnliche biologische sowie geologische Voraussetzungen aus. Daraus resultiert in der jeweiligen Zone dann ein sehr ähnlicher Bestand an Pflanzen und Tieren.